# Toby Cohn
Toby Cohn (ur. 26 grudnia 1866 we Wrocławiu, zm. 22 sierpnia 1929 w Berlinie) – niemiecki lekarz neurolog i psychiatra, profesor tytularny, autor podręcznika elektroterapii.

## Życiorys
Syn kupca Bernharda Cohna (1840–1914) i Rosalie z domu Cutmacher. Uczęszczał do Gimnazjum Św. Elżbiety w rodzinnym mieście do 1885 roku. Następnie studiował na Uniwersytecie we Wrocławiu, gdzie jego nauczycielem był m.in. Carl Wernicke, i na Uniwersytecie we Fryburgu. W 1891 roku został doktorem medycyny. Od kwietnia 1892 do stycznia 1893 był wolontariuszem w Klinice Psychiatrycznej i Chorób Nerwowych we Wrocławiu u Wernickego. Od 1893 roku w prywatnej poliklinice Emanuela Mendla w Berlinie. Mianowany profesorem tytularnym. Należał do zarządu Gminy Żydowskiej w Berlinie. Żonaty z Gertrud z domu Sokolowski. Zmarł 22 sierpnia 1929 w Berlinie. Pochowany jest na cmentarzu żydowskim w Berlinie-Weißensee (kwatera A6).

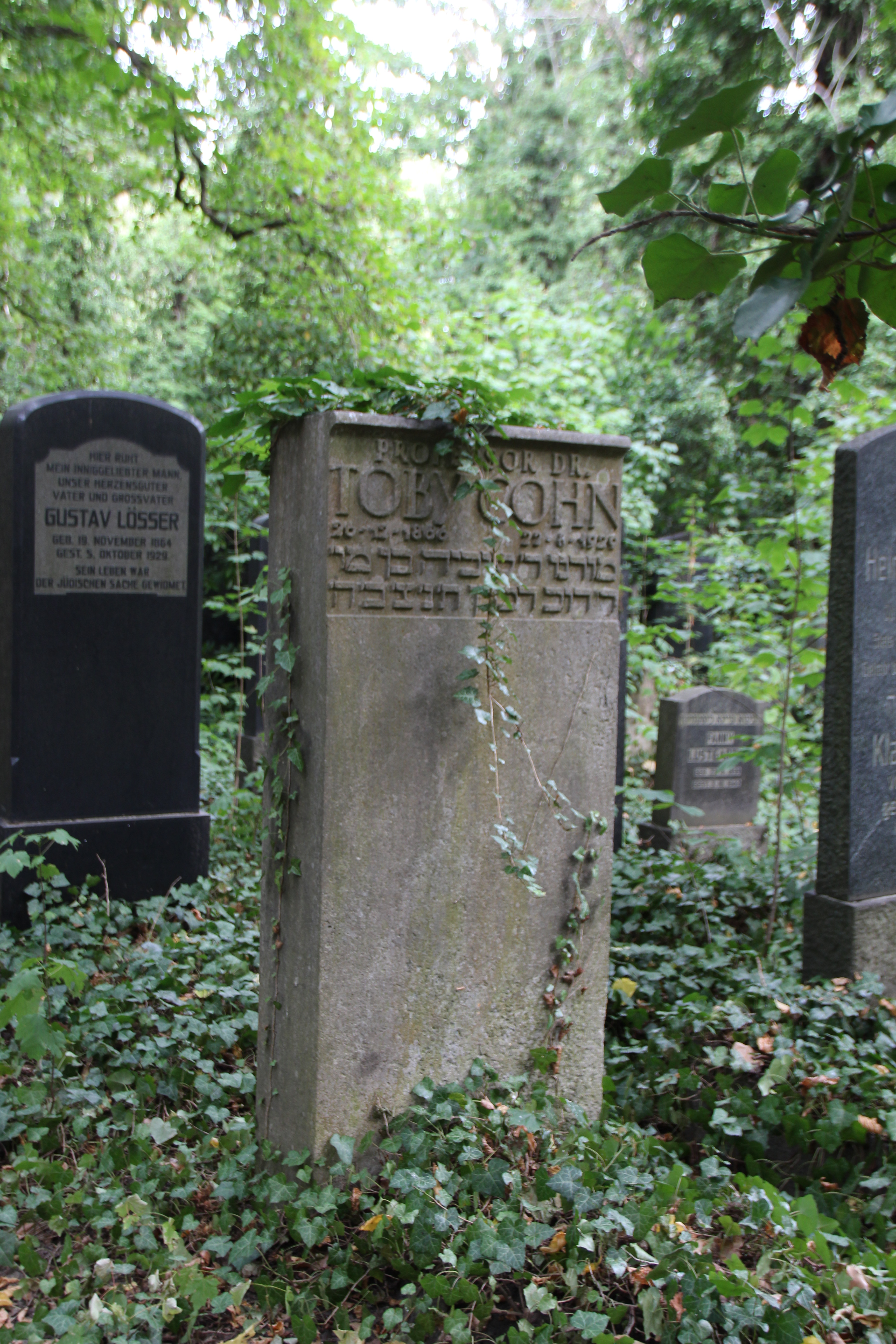
Grób Prof. Toby Cohna na Cmentarzu żydowskim w Berlinie-Weißensee

Prowadził prywatną poliklinikę w Berlinie pod adresem Karlstraße 20a, w której prowadził również zajęcia dla studentów medycyny i lekarzy praktyków. Jego uczniami byli m.in. Fritz Perls i Hermann Wolfgang Zahn. Cohn był biegłym w głośnej sprawie morderczyni Hedwig Müller.

## Dorobek naukowy
Cohn był autorem ponad 50 publikacji naukowych. Jego podręcznik elektroterapii Leitfaden der Elektrodiagnostik und Elektrotherapie für Praktiker und Studierende doczekał się siedmiu wydań, ostatnie z 1924 roku, a także tłumaczeń na języki angielski, włoski, rosyjski i polski. Ponadto był autorem kilkunastu prac, dotyczących głównie elektroterapii i diagnostyki chorób neurologicznych. W 1920 roku jako pierwszy opisał łojotok w przebiegu parkinsonizmu (u pacjentów ze śpiączkowym zapaleniem mózgu). Spopularyzował wprowadzone przez Jolly’ego określenie miastenii, myasthenia pseudoparalytica. Napisał część haseł do Diagnostisch-therapeutisches Lexikon für praktische Ärzte.
Pośmiertnie, staraniem syna Fritza, ukazał się zbiór przetłumaczonych przez niego psalmów (Psalmen und Gebete in der Übersetzung aus dem hebräischen).

## Lista prac
- Histologisches und Physiologisches über die grossen Gallenwege und die Leber. Aus dem physiologischen Institut der Universitaet zu Breslau. Inaugural-Dissertation. Breslau: Leopold Freund, 1892
- Klinischer Beitrag zur Kenntniss des Faserverlaufs im verlängerten Mark. Berliner klinische Wochenschrift 30 (33), ss. 800–802, 1893
- Zur Symptomatologie der Gesichtslähmung. Neurologisches Centralblatt 15, ss. 972-977, 1896
- Ueber Myasthenia pseudoparalytica gravis. Deutsche medizinische Wochenschrift 23 (49), ss. 785–789, 1897
- Facialis-Tic als Beschäftigungsneurose (Uhrmacher-Tic). Neurologisches Centralblatt 16, ss. 21-24, 1897
- Die mechanische Behandlung der Beschaftigungsneurosen. Deutsche Medizinalzeitung 18, ss. 39-41, 1897
- Fall von Facialistic als Beschäftigungsneurose bei einem Uhrmacher. Archiv für Psychiatrie 30, s. 993, 1898
- Symptomatologisches und Forensisches über einen Fall von Stirnhirntumor. Monatschrift für Unfallheilkunde 5 (1), ss. 1-8, 1898
- Leitfaden der Electrodiagnostik und Electrotherapie. Für Praktiker und Studirende. Mit einem Vorwort von E. Mendel. Berlin: S. Karger, 1899
  - Mieczysław Nartowski: Elektrodiagnostyka i elektroterapia dla użytku uczniów i lekarzy. Z sześciu tablicami i trzystu czterema rycinami w tekście. Kraków: Nakładem księgarni Krzyżanowskiego, 1901
  - Leitfaden der Electrodiagnostik und Electrotherapie für Praktiker und Studierende. Mit einem Vorwort von E. Mendel. 2. Auflage. Berlin: Verlag von S. Karger, 1902
  - Электродиагностика и электротерапия. С предисловием E. Mendel’я. Перевелъ и дополнилъ Я. Б. Эйгеръ. С.-Петербургъ, 1903
  - Electro-diagnosis und electrotherapeutics. A guide for practitioners and students. Transl. from the 2. German ed. and edited by Francis A. Scratchley. New York-London: Funk & Wagnalls Co., 1904
  - Manuale di elettrodiagnostica ed elettroterapia: per medici pratici e studenti. Tradotto ed annotato dal Dottor A. Di Luzenberger. Milano: Casa editrice dottor Francesco Vallardi, 1905
  - Leitfaden der Elektrodiagnostik und Elektrotherapie für Praktiker und Studierende. 3., durchgesehene und vermehrte Auflage, mit 6 Tafeln und 53 Abbildungen im Text. Berlin: Karger, 1906
  - Руководство по электродиагностики и электротерапии для врачей и студентов. Москва 1908
  - Leitfaden der Electrodiagnostik und Electrotherapie für Praktiker und Studierende. Mit einem Vorwort von E. Mendel. Berlin: S. Karger, 1912
  - Leitfaden der Elektrodiagnostik und Elektrotherapie für Praktiker und Studierende. 5., vollständig umgearbeitete und vermehrte Auflage. Berlin: Verlag von S. Karger, 1917.
  - Leitfaden der Elektrodiagnostik und Elektrotherapie für Praktiker und Studierende. Berlin: Karger, 1920
  - Leitfaden der Elektrodiagnostik und Elektrotherapie für Praktiker und Studierende. 7. Aufl.. Berlin: S. Karger, 1924
- Die Verwerthung elektrischer Ströme in der allgemeinen Praxis. Berliner Klinik 140, 1900
- Therapeutische Versuche mit Wechselströmen hoher Frequenz und Spannung (Tesla-Strömen). Berliner klinische Wochenschrift 34, s. 753, 1900
- Loewy A, Cohn T. Ueber die Wirkung der Teslaströme auf den Stoffwechsel. Berliner klinische Wochenschrift 37, ss. 751-753, 1900
- Die Neurosen in der Kassenpraxis; Bemerkungen über Krankenscheinausfüllung und Fragenbeantwortung bei functionellen Nervenkrankheiten. Med. Reform 10, ss. 241-245, 1902
- Therapeutische Versuche mit Elektromagneten. Vortrag, gehalten in der Berliner medicin. Gesellschaft am 23. März 1904. Berliner klinische Wochenschrift 15, 1904
- Die palpablen Gebilde des normalen menschlichen Körpers und deren methodische Palpation. Berlin: S. Karger, 1905
- Was wissen wir von spezifischen Heilwirkungen der Elektrotherapie bei inneren und Nerven-Krankheiten?. Therapie der Gegenwart, 1906
- Fall von ungewöhnlicher Sprachstörung. Berliner klinische Wochenschrift 44, s. 59, 1907
- Muskelatrophien. W: Wichtigsten Nervenkrankheiten in Einzeldarstellungen für den praktischen Arzt. Band 1, Heft 10. Leipzig: Verlag von Benno Konegen, 1910
- Mechanotherapie (Massage und Gymnastik) W: Max Lewandowsky (Hrsg.) Handbuch der Neurologie, 1.Bd.: Allgemeine Neurologie. Berlin: Springer, 1910
- Elektrotherapie W: Max Lewandowsky (Hrsg.) Handbuch der Neurologie, 1.Bd.: Allgemeine Neurologie. Berlin: Springer, 1910
- Ernst Julius Remak †. Deutsche medizinische Wochenschrift 37, ss. 1230-1230, 1911
- Die mechanische Behandlung der Nervenkrankheiten (Massage, Gymnastik, Uebungstherapie, Sport). Berlin: J. Springer, 1913
- M. Rothmann †. Deutsche medizinische Wochenschrift 41, ss. 1015-1015, 1915
- Zur Frage der psychogenen Komponente bei Motilitatdefekten infolge von Schussverletzungen. Neurologisches Centralblatt 35 (6) 1916
- Der künstliche Abort bei Neurosen und Psychosen. Berliner klinische Wochenschrift 50 s. 1192, 1917
- Encephalitis ohne Lethargie während der Grippeepidemie. Neurologisches Centralblatt 39, s. 260-264, 1920
- Die Lähmungen der peripheren Nerven einschließlich der Untersuchungstechnik. W: Spezielle Pathologie und Therapie innerer Krankheiten. Urban & Schwarzenberg, 1923
- Nervenkrankheiten bei Juden. Zeitschrift für Demographie und Statistik der Juden ss. 71-86, 1926
- Cohn, Isakowitz. Kontrakturen paretischer Augenmuskeln. Deutsche Medizinische Wochenschrift 52 (35), ss. 1473-1475, 1926
- Die peripherischen Lähmungen: Diagnostik, Untersuchungstechnik, Prognostik und Therapie. Berlin-Wien: Urban & Schwarzenberg, 1927
- Ueber Striaphorin. Deutsche medizinische Wochenschrift 53 (29), ss. 1228-1228, 1927
- Ein Todesfall nach Saprovitanbehandlung. Deutsche medizinische Wochenschrift 53 (25), ss. 1048-1049 (1927)
- Kampf gegen den Lärm. Deutsche medizinische Wochenschrift 55 (16), ss. 663-663, 1929
- Psalmen und Gebete in der Uebersetzung aus dem Hebräischen. Berlin: Fritz Cohn, August 1930 (Privatdruck)